# Paul Erat
Paul Erat (* 18. November 1965) ist ein ehemaliger österreichischer Skispringer.

## Werdegang
Zwischen 1983 und 1989 nahm Erat jährlich an der Vierschanzentournee teil. Dabei blieb er jedoch erfolglos und erreichte meist nur hintere Plätze. In seinem einzigen Springen außerhalb der Tournee erreichte er am 24. März 1984 auf der Normalschanze in Planica den 6. Platz. Damit erreichte er zehn Weltcup-Punkte und belegte damit am Ende der Saison 1983/84 gemeinsam mit Thomas Klauser, Vidar Johansen, Matthias Buse, Christian Hauswirth, Manfred Deckert und Jan Jelenský den 52. Platz in der Weltcup-Gesamtwertung.

## Erfolge

### Weltcup-Platzierungen
| Saison  | Platz | Punkte |
| ------- | ----- | ------ |
| 1983/84 | 52.   | 10     |